# Roma Soccer Club
O  Roma S.C. foi um clube americano de futebol com sede em Paterson, Nova Jérsei, que foi membro da American Soccer League.